# Le Patriarche du Bélon
Le Patriarche du Bélon est un roman de Nathalie de Broc publié en 2004.

## Résumé
En 1918 Gabriel, de Riec-sur-Bélon est dans les tranchées meusiennes. Sa femme, Louise, 35 ans, travaille les champs et les parcs à huitres pour lui. Il rentre avec son patron, Robert, qui a perdu une jambe et qui lui offre une concession de 250 ares de parc en location. Jacques, 16 ans, fils de Robert, lui succède. Gabriel prend une autre concession à Morlaix avec Constant, frère de Louise. Jean, 17 ans, fils de Gabriel, embauche pour servir les officiers sur un paquebot au Havre. Louise a Blanche en 1920. Jacques a Pierre. Une épidémie ouvre les huitres à Riec et Gabriel est sauvé par Morlaix. En 1927 Marthe, mère de Pierre, vient enfin le voir. Gabriel meurt sur sa concession en 1938. Blanche lui succède et Pierre lui déclare sa flamme en 1939.